# Острів Завадовського (Південні Сандвічеві острови)

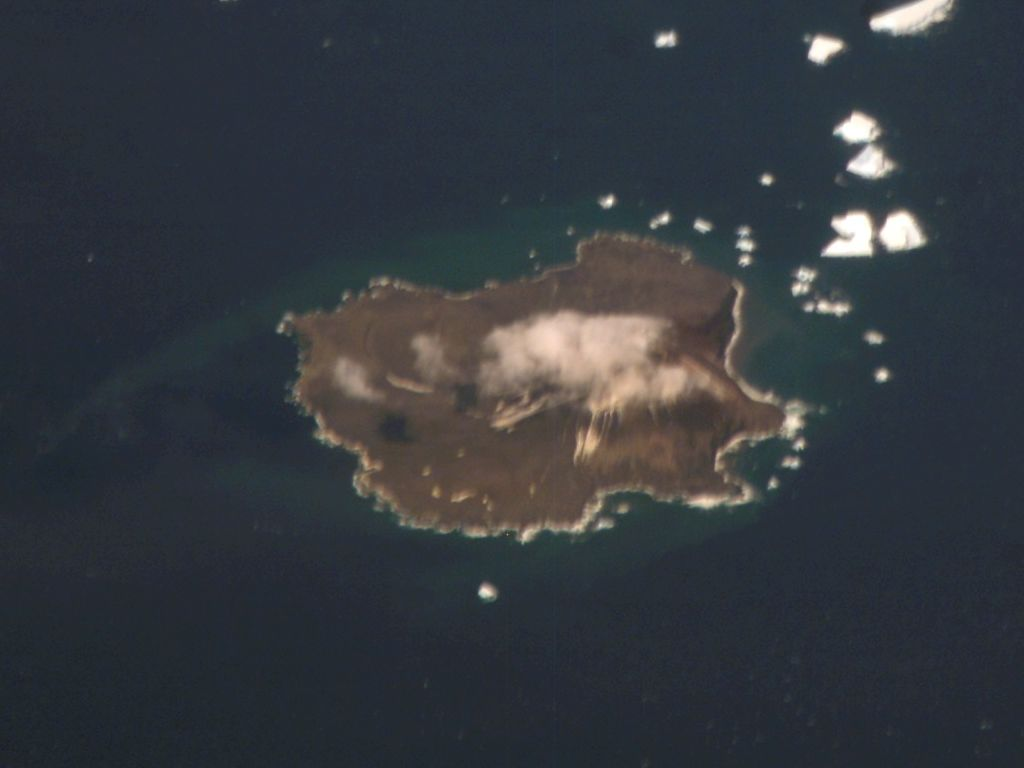
Вигляд острова з повітря

Острів Завадовського (англ. Zavodovski Island) — ненаселений вулканічний острів у британському заморському регіоні «Південна Джорджія та Південні Сандвічеві острови» у Південній Атлантиці.
Острів розташований за близько 550 км на південний схід від головного острова Південна Джорджія в архіпелазі Південні Сандвічеві острови. Вони разом з сусідніми островами Лєскова та Високим утворюють Архіпелаг Траверсі, і належать Великій Британії, хоча і не є її частиною. На острові є метеорологічна станція, яка належить південноафриканському інституту SANAP.

## Географія
Розмір острова з півночі на південь 4.4 км, а із сходу на захід 3,8 км.. Острів є найпівнічнішим з архіпелагу Траверсі, а отже, і з усіх Південних Сандвічевих островів. Ще на північ знаходиться підводний вулкан Protector Shoal, вершина якого залишається на 27 метрів під поверхнею води. Діаметр острова Заводовського становить близько п'яти кілометрів по діагоналі. Стратовулкан, що постійно курить, гора Каррі (розмір 14,5 км, висота 551  м) домінує над західною частиною острова, в той час як східна частина — низьке широке поле застиглої лави. Підтверджене виверження вулкану сталося в 1819 році; ймовірні наступні спалахи вулкану протягом 1823, 1830, 1908, 1970-х та 1980-х років. У 2012 році на знімках супутників NASA спостерігався дим над вулканом, що свідчить про відновлення активності. Вулкан знову вибухнув у березні 2016 року. Через існуючі вітрові умови майже половина острова була вкрита попелом. Острів Завадовського є домом для однієї з найбільших у світі популяцій пінгвінів Чінстрапа (Pygoscelis antarcticus) з приблизно 600 000 племінними парами Вони не могли покинути острів. Тому дві наукові експедиції, які планувалися на кінець 2016 року, повинні були вивчити наслідки ймовірного виверження вулкану.
Острів відкритий для туризму з 1982 року.

## Історія

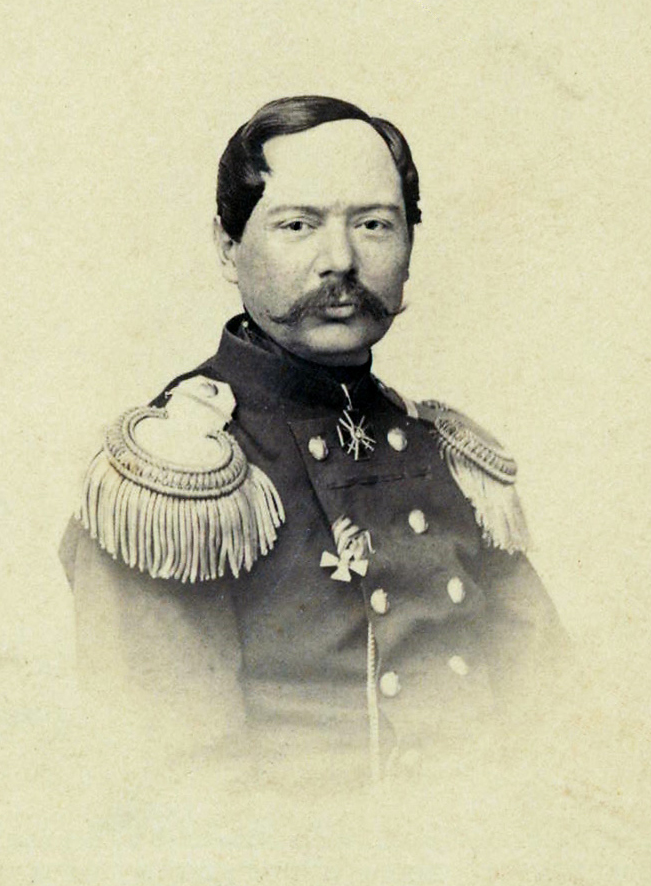
Фото Івана Завадовського, зроблене у фотостудії Хлопоніна, що розміщувалася на розі вулиць Дерибасівської та Преображенської в Одесі

Відкрив та найменував острів у 1819 році німецько-балтійський мореплавець і дослідник Антарктики Фабіан Готліб фон Беллінсгаузен, керівник російської експедиції до південнополярних морів. Беллінсгаузен назвав острів на честь лейтенанта Івана Івановича Завадовського (1780—1837), який був заступником командира його корабля «Восток».

## У кіно
- Острів і колонія пінгвінів на ньому фігурують в серії «Острова» документального серіалу «Планета Земля II»[5]